# Minerva (Ohio)
Minerva es una villa ubicada en el condado de Stark en el estado estadounidense de Ohio. En el Censo de 2010 tenía una población de 3720 habitantes y una densidad poblacional de 644,08 personas por km².

## Geografía
Minerva se encuentra ubicada en las coordenadas 40°43′50″N 81°6′8″O / 40.73056, -81.10222. Según la Oficina del Censo de los Estados Unidos, Minerva tiene una superficie total de 5.78 km², de la cual 5.78 km² corresponden a tierra firme y (0%) 0 km² es agua.

## Demografía
Según el censo de 2010, había 3720 personas residiendo en Minerva. La densidad de población era de 644,08 hab./km². De los 3720 habitantes, Minerva estaba compuesto por el 97.72% blancos, el 0.27% eran afroamericanos, el 0.13% eran amerindios, el 0.3% eran asiáticos, el 0% eran isleños del Pacífico, el 0.27% eran de otras razas y el 1.32% pertenecían a dos o más razas. Del total de la población el 0.7% eran hispanos o latinos de cualquier raza.